# San Antonio Huista

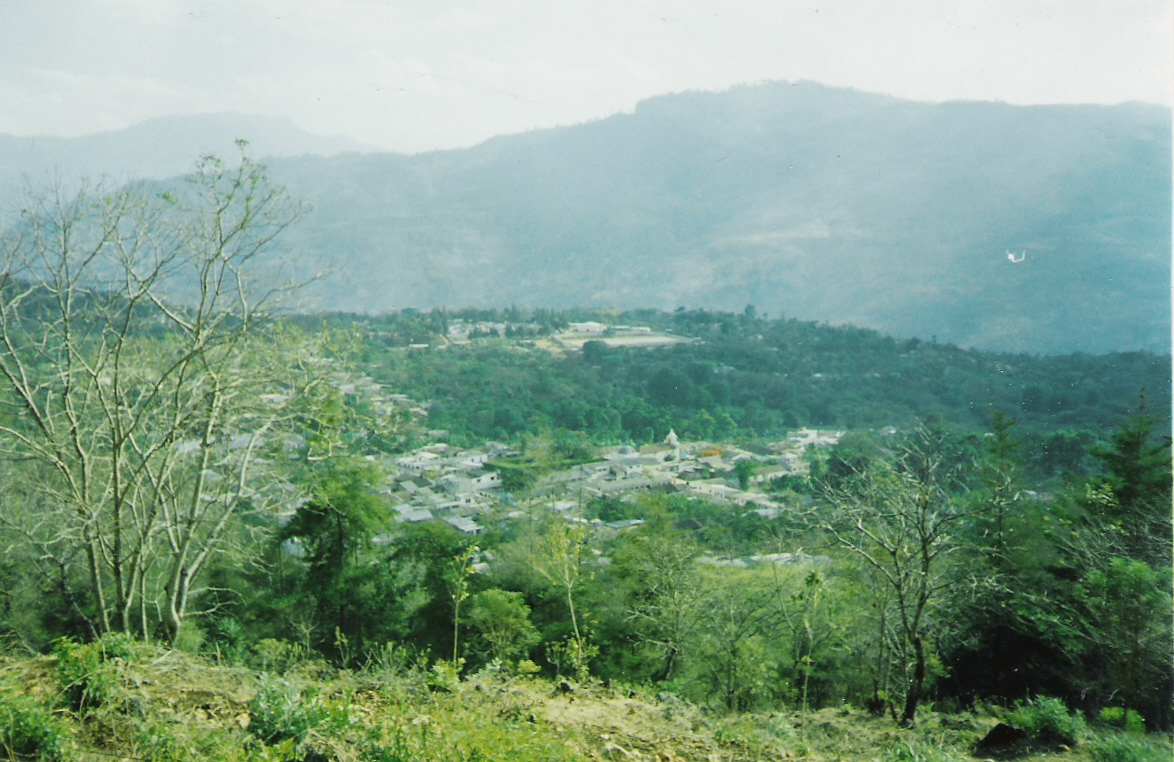
Imagem de San Antonio Huista.

San Antonio Huista é uma cidade da Guatemala do departamento de Huehuetenango.